# Cyclocross-Weltmeisterschaften/Frauen

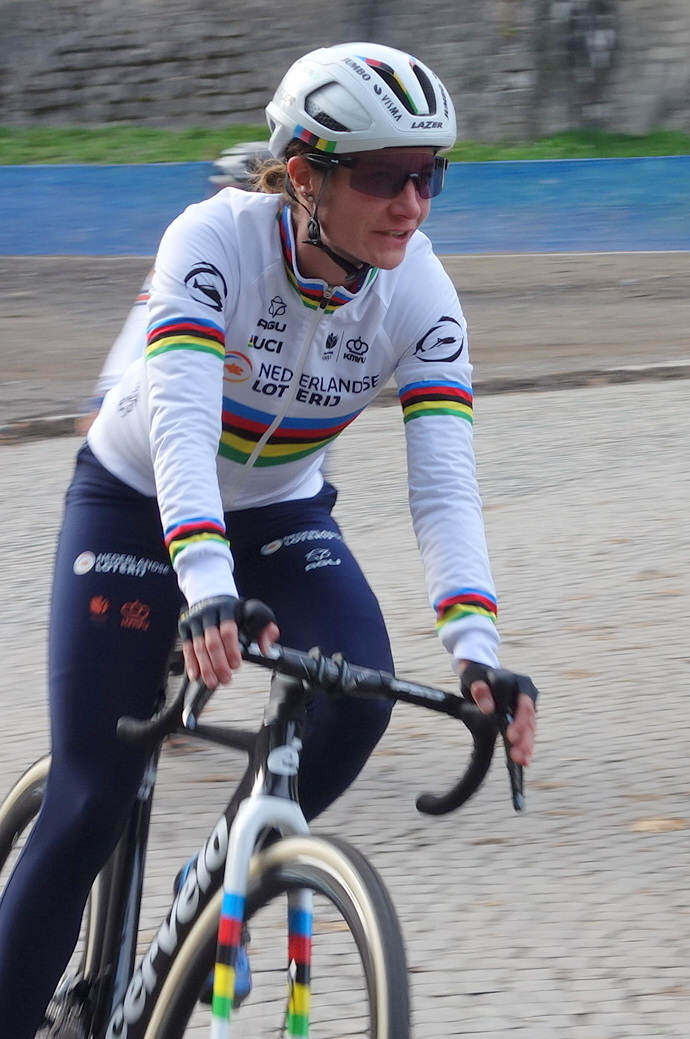
Marianne Vos, hier bei der Europameisterschaft 2022, ist Rekord-Weltmeisterin bei den Frauen.

Das Einzelrennen der Frauen ist ein Wettbewerb bei den Cyclocross-Weltmeisterschaften. Es wurde erstmals 2000 ausgetragen, 50 Jahre nach der ersten WM für Männer. Seitdem fand es jedes Jahr statt.

## Palmarès
| Jahr | Austragungsort      | Gold                       | Silber               | Bronze                |
| ---- | ------------------- | -------------------------- | -------------------- | --------------------- |
| 2000 | Sint-Michielsgestel | Hanka Kupfernagel          | Louise Robinson      | Daphny van den Brand  |
| 2001 | Tábor               | Hanka Kupfernagel          | Corine Dorland       | Daphny van den Brand  |
| 2002 | Zolder              | Laurence Leboucher         | Hanka Kupfernagel    | Daphny van den Brand  |
| 2003 | Monopoli            | Daphny van den Brand       | Hanka Kupfernagel    | Laurence Leboucher    |
| 2004 | Pontchâteau         | Laurence Leboucher         | Maryline Salvetat    | Hanka Kupfernagel     |
| 2005 | St. Wendel          | Hanka Kupfernagel          | Sabine Spitz         | Mirjam Melchers       |
| 2006 | Zeddam              | Marianne Vos               | Hanka Kupfernagel    | Daphny van den Brand  |
| 2007 | Hooglede            | Maryline Salvetat          | Katherine Compton    | Laurence Leboucher    |
| 2008 | Treviso             | Hanka Kupfernagel          | Marianne Vos         | Laurence Leboucher    |
| 2009 | Hoogerheide         | Marianne Vos               | Hanka Kupfernagel    | Katherine Compton     |
| 2010 | Tábor               | Marianne Vos               | Hanka Kupfernagel    | Daphny van den Brand  |
| 2011 | St. Wendel          | Marianne Vos               | Katherine Compton    | Kateřina Nash         |
| 2012 | Koksijde            | Marianne Vos               | Daphny van den Brand | Sanne Cant            |
| 2013 | Louisville          | Marianne Vos               | Katherine Compton    | Lucie Chainel-Lefèvre |
| 2014 | Hoogerheide         | Marianne Vos               | Eva Lechner          | Helen Wyman           |
| 2015 | Tábor               | Pauline Ferrand-Prévot     | Sanne Cant           | Marianne Vos          |
| 2016 | Zolder              | Thalita de Jong            | Caroline Mani        | Sanne Cant            |
| 2017 | Bieles              | Sanne Cant                 | Marianne Vos         | Kateřina Nash         |
| 2018 | Valkenburg          | Sanne Cant                 | Katherine Compton    | Lucinda Brand         |
| 2019 | Bogense             | Sanne Cant                 | Lucinda Brand        | Marianne Vos          |
| 2020 | Dübendorf           | Ceylin del Carmen Alvarado | Annemarie Worst      | Lucinda Brand         |
| 2021 | Ostende             | Lucinda Brand              | Annemarie Worst      | Denise Betsema        |
| 2022 | Fayetteville        | Marianne Vos               | Lucinda Brand        | Silvia Persico        |
| 2023 | Hoogerheide         | Fem van Empel              | Puck Pieterse        | Lucinda Brand         |
| 2024 | Tábor               | Fem van Empel              | Lucinda Brand        | Puck Pieterse         |
| 2025 | Liévin              | Fem van Empel              | Lucinda Brand        | Puck Pieterse         |

## Medaillenspiegel
| Platz  | Land               | Gold | Silber | Bronze | Gesamt |
| ------ | ------------------ | ---- | ------ | ------ | ------ |
| 1      | Niederlande        | 15   | 11     | 14     | 40     |
| 2      | Deutschland        | 4    | 6      | 1      | 11     |
| 3      | Frankreich         | 4    | 2      | 4      | 10     |
| 4      | Belgien            | 3    | 1      | 2      | 6      |
| 5      | Vereinigte Staaten | 0    | 4      | 1      | 5      |
| 6      | Großbritannien     | 0    | 1      | 1      | 2      |
| 6      | Italien            | 0    | 1      | 1      | 2      |
| 8      | Tschechien         | 0    | 0      | 2      | 2      |
| Gesamt | Gesamt             | 26   | 26     | 26     | 78     |